# Napoleone accetta la capitolazione di Madrid
Napoleone accetta la capitolazione di Madrid (Capitulation de Madrid, le 4 décembre 1808) è un quadro di storia dell'artista francese Antoine-Jean Gros, dipinto nel 1810. Ritrae Napoleone, l'imperatore dei francesi, che accetta la resa di Madrid, il 4 dicembre del 1808, durante la guerra peninsulare.

## Storia
L'opera venne esposta al Salone di Parigi del 1810, assieme a un altro quadro dell'artista, la Battaglia delle Piramidi, che ritrae Napoleone durante la campagna d'Egitto. Oggi entrambe le opere si trovano alla reggia di Versailles.

## Descrizione
L'opera ritrae l'episodio in uno stile di grande maniera che privilegia il punto di vista dei francesi. Napoleone e i suoi collaboratori militari (tra i quali c'è il principe di Neuchâtel) si trovano davanti alla tenda dell'imperatore, fiancheggiati da due granatieri della guardia imperiale, e ricevono una delegazione proveniente dalla capitale spagnola.
Due monaci si inginocchiano con le mani giunte ai piedi del condottiero, mentre l'ufficiale giunto a portare la notizia della resa abbassa il capo. Tra le figure alle sue spalle, uno spagnolo si sta mordendo le dita, come a voler esprimere il sentimento di voler vendicare la sconfitta subita. In primo piano è ritratto uno spagnolo di spalle che osserva Napoleone e allo stesso tempo solleva le braccia verso i soldati francesi che stanno bombardando la città, come se stesse chiedendo all'imperatore di fermare le ostilità.